# Елізабет Гілліс
Елізабет Ейган Гілліс (англ. Elizabeth Gillies, нар. 26 липня 1993, Гаворт, Нью-Джерсі, США) – американська акторка та співачка, відома по ролі Люсі у бродвейському мюзиклі «13», ролі Джейд Вест у серіалі «Вікторія-переможниця» та ролі Феллон Керрінгтон у телесеріалі каналу The CW «Династія»

## Біографія
Елізабет Ейган Гілліс народилася в Гаворті, штат Нью-Джерсі, 26 липня 1993 року в родині Дейва та Лоррі Гілліс. У неї є один молодший брат, 1996 року народження. Гілліс заявила, що має ірландське походження та італійську бабусю та прабабусю. Вона залишила середню школу на першому курсі, щоб зайнятися акторською майстерністю та брала участь в онлайн-програмі середньої школи.

## Кар'єра

### 2005–2009: Рання творчість
Акторська кар'єра Гілліс почалася в 12 років, коли вона почала відвідувати місцеві відкриті кастинги. Вона швидко почала з'являтися в рекламі таких компаній, як «Virgin Mobile». Першою телевізійною роллю Гілліс була роль повторюваного персонажа в трьох епізодах «Брати Доннеллі». Вона заявила, що їй не дозволили дивитися завершене шоу повністю, тому що її батьки вважали, що це не підходить для неї в той час.
У 2008 році вона зіграла невеликі ролі в фільмах «Протистояння», «Гарольд» і «Шкафчик 514». Того року вона була обрана разом зі своєю майбутньою партнеркою по фільму «Перемога», Аріаною Ґранде. на роль Люсі у постановці нового мюзиклу під назвою «13» розроблений Джейсоном Робертом Брауном. Пізніше того ж року «13» переїхали на Бродвей, що зробило це першою бродвейською постановкою, акторський склад і група якої повністю складалася з підлітків.Гілліс залишалась до його закриття 4 січня 2009 року.

### 2010–2014: Прорив
У 2010 році Гілліс була обрана на роль антагоністки Джейд Вест у телевізійному шоу Nickelodeon Вікторія-переможниця, ситкомі про підлітків у середній школі виконавських мистецтв у Голлівуді, у якому вона вдруге працювала разом Гранде. Про її героїню Гілліс сказала: «Це чудово. Мені подобається грати Джейд. Я завжди кажу, що вона не стільки «зла», скільки «погана» дівчина в багатьох відношеннях. У неї багато людських якостей для неї – вона не просто повністю соціопатична. Вона мила зі своїм хлопцем. Приємно грати персонажа з певною глибиною». Прем'єра шоу відбулася 27 березня 2010 року. Під час свого перебування на шоу Гілліс записала декілька саундтреків Вікторія-переможниця і Вікторія-переможниця 2.0 включаючи «Give It Up» (дует з Гранде) і «Take a Hint» (дует з Вікторією Джастіс). Вона також написала та записала пісню «You Don't Know Me» для епізоду Вікторія-переможниця, яка пізніше була представлена у Вікторія-переможниця 3.0.

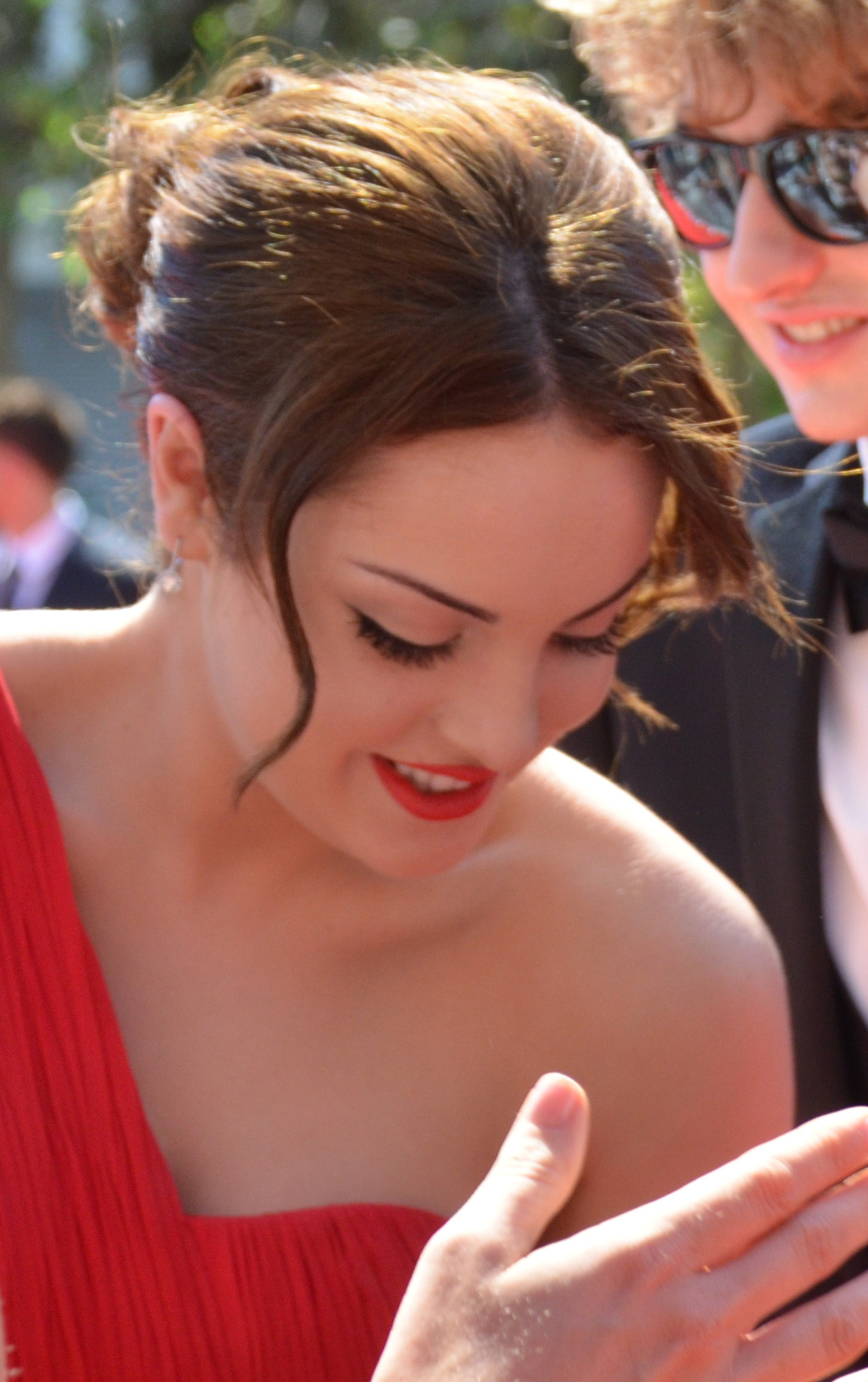
Гілліс на церемонії Еммі в галузі творчого мистецтва 2012

Вона використовувала свої таланти для інших шоу, озвучуючи персонажа Дафні під час відродження клубу Вінкс на Nickelodeon і записуючи офіційну пісню Клубу Вінкс «We Are Believix». Вона також з'явилася в епізоді «Біг Тайм Раш» і як учасниця «BrainSurge» і «Figure It Out». Починаючи з 2012 року, Гілліс почав грати невеликі гостьові ролі за межами Nickelodeon. Помітні виступи включають «Білий комірець» і «Колишні». У липні 2012 року повідомлялося, що Гілліс працює над рок-альбомом. Телесеріал Вікторія-переможниця закінчився 2 лютого 2013 року після чотирьох сезонів. Після закриття серіалу Гілліс взяла перерву на деякий час від акторської діяльності.
У 2013 році вона була обрана на роль Кортні в музичній адаптації «Королеви вбивства» і брала участь у читанні шоу на Манхеттені. На Бродвей мюзикл не потрапив. 10 грудня 2013 року Гілліс записав дует «Santa Baby» з Гранде для міні-альбому останнього Christmas Kisses. У 2014 році Гілліс з'явилася у фільмі жахів «Тварина» в ролі Менді та у фільмі «Вбивство тата» , де зіграла Келлі Росс. Тварина була знята влітку 2013 року в Манчестері, штат Коннектикут, а продюсером була Дрю Беррімор. У фільмі також знялася колишня партнерка Гілліс по Клубу Вінкс Кеке Палмер, і він був випущений на iTunes 17 червня 2014 року.

### 2015–по наш час
У 2015 році Гілліс отримала роль Хізер у рімейку «Канікули». Фільм вийшов у широкий прокат 29 липня 2015 року. Тоді її взяли в комедійний серіал «Секс, наркотики і рок-н-рол» на роль Джиджи, співачки-початківця та доньки колишньої рок-зірки на ім’я Джонні Рок (роль якого зіграв творець серіалу Деніс Лірі). Прем’єра серіалу відбулася 16 липня 2015 року і викликала змішані відгуки, але роль Джіджі була прийнята добре. 9 вересня 2016 року FX відмовився продовжити серіал на третій сезон, фактично скасувавши серіал.
У 2017 році Гілліс отримав роль Феллона Керрінгтона в телесеріалі The CW «Династія», перезавантаженні однойменного серіалу 1980-х років. Після того, як Ніколет Шерідан пішла с серіалу  ближче до кінця другого сезону, Гілліс почала тимчасово грати персонажа Алексіс Керінгтон, а також грати Феллон. У 2018 році Гілліс знялася в чорному комедійному трилері «Арізона» в ролі Келсі. Вперше фільм був показаний на кінофестивалі Sundance 2018, а пізніше досяг кінотеатрів, а також був випущений безпосередньо на відео.
У 2019 році Гілліс разом із Меттом Беннетом несподівано з’явилася 19 листопада під час шоу її колеги по Victorious Grande's Sweetener World Tour в Атланті , під час якого Гранде та Беннет виконали пісню «I Think You're Swell», а Гранде та Гілліс виконав «Give It Up», обидві пісні з Вікторія-переможниця. У 2021 році було оголошено, що Гілліс озвучить головного персонажа в майбутньому фільмі про супергероїв « Жінка-кішка: Полювання».

## Особисте життя
8 серпня 2020 року Гілліс вийшла заміж за американського музичного продюсера Майкла Коркорана на приватній церемонії в Честерфілд Тауншип, Нью-Джерсі. Вони проживають в Атланті, штат Джорджія.

## Фільмографія
| Рік       |    | Українська назва                             | Оригінальна назва                         | Роль               |
| --------- | -- | -------------------------------------------- | ----------------------------------------- | ------------------ |
| 2007      | с  | Брати Доннеллі                               | The Black Donnellys                       | Юна Дженні         |
| 2008      | ф  | Гарольд                                      | Harold                                    | Евелін Тейлор      |
| 2008      | ф  | Протистояння                                 | The Clique                                | Шелбі Векслер      |
| 2009      | с  | Сіла батарейка                               | The Battery's Down                        | Гість              |
| 2010—2013 | с  | Вікторія-переможниця                         | Victorious                                | Джейд Вест         |
| 2011      | кф | Загибель в повернення Супермена              | The Death and Return of Superman          | дівчина            |
| 2011      | с  | АйКарлі                                      | ICarly                                    | Джейд Вест         |
| 2011      | с  | Біг Тайм Раш                                 | Big Time Rush                             | Гізер Фокс         |
| 2011—2014 | мс | Клуб Вінкс: Школа чарівниць                  | Winx Club                                 | Дафна              |
| 2012      | мф | Клуб Вінкс: Таємниця загубленого королівства | Winx Club: The Secret of the Lost Kingdom | Дафна              |
| 2012      | с  | Білий комірець                               | White Collar                              | Хлоя Вуд           |
| 2013      | с  | Колишні                                      | The Exes                                  | Трейсі Купер       |
| 2014      | ф  | Тварини                                      | Animals                                   | Менді              |
| 2014      | с  | Сем і Кет                                    | Sam & Cat                                 | Джейд Вест         |
| 2014      | тф | Вбивати татка                                | Killing Daddy                             | Каллі Росс         |
| 2015      | ф  | Канікули                                     | Vacation                                  | Хізер              |
| 2015—2016 | с  | Секс, наркотики і рок-н-рол                  | Sex & Drugs & Rock & Roll                 | Джиджи             |
| 2015      | мс | Пінгвіни Мадагаскару                         | The Penguins of Madagascar                | Співачка           |
| 2015      | мс | Американський тато!                          | American Daddy                            | Лена Хорни         |
| 2017—2022 | с  | Династія                                     | Dynasty                                   | Феллон Керрінгтон  |
| 2018      | ф  | Арізона                                      | Arizona                                   | Келсі              |
| 2018      | мс | Робоцип                                      | Robot Chicken                             | Марі Браунг        |
| 2019      | с  | Династія                                     | Dynasty                                   | Алексіс Керрінгтон |
| 2019      | мс | Ласкаво просимо до Вейну                     | Welcome to the Wayne                      | Парана Скаймор     |
| 2022      | мс | Сім'янин                                     | Family Guy                                | Алана              |
| 2022      | с  | Орвілл                                       | The Orville                               | Дінал              |
| 2022      | мф | Жінка-кішка: Полювання                       | Catwoman                                  | Жінка Кішка        |